# Hopkins (Michigan)
Hopkins è un villaggio degli Stati Uniti d'America, situato nello Stato del Michigan, nella contea di Allegan.